# Leptoeurysa imatonga
Leptoeurysa imatonga är en insektsart som först beskrevs av Rauno E. Linnavuori 1973.  Leptoeurysa imatonga ingår i släktet Leptoeurysa och familjen sporrstritar. Inga underarter finns listade i Catalogue of Life.